# Pico Truncado
Pico Truncado, muchas veces denominada «Truncado» zonalmente, es una ciudad petrolera ubicada en la zona norte de la provincia de Santa Cruz, en el interior del departamento Deseado, Argentina. Es la tercera ciudad más poblada de la provincia (luego de Río Gallegos y Caleta Olivia).
Se localiza a 53 km de Caleta Olivia, a 80 km de Las Heras y a 133 km de Comodoro Rivadavia. Junto con esas localidades y otras menores conforma un triángulo de urbanización de corta distancia entre ellas, que aglomera gran parte de la población de la zona norte de la provincia. Se conoce a esta ciudad como "la cruz del sur argentino", nombre dado en canciones y folklore local.

## Características

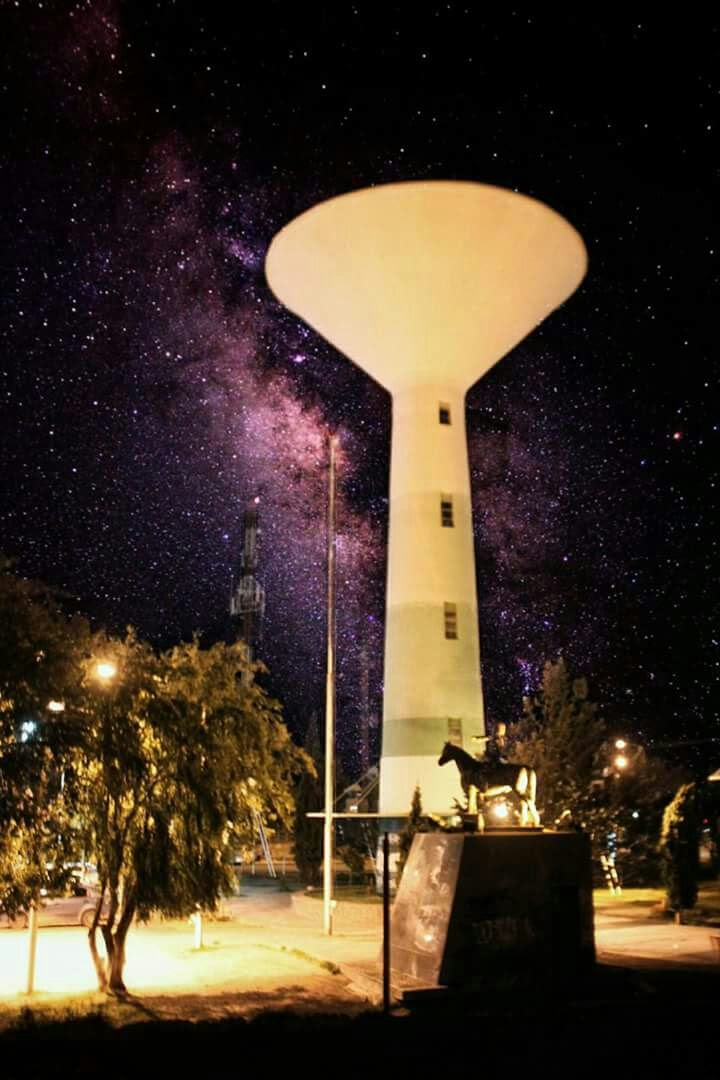
Plaza General San Martín. Fotografía de Jorge Cury.

Las rutas que permiten llegar a Pico Truncado son:
- Desde Caleta Olivia por la Ruta Provincial 12.
- Desde Puerto Deseado por la Ruta Nacional 281 pasando por Jaramillo y Fitz Roy por la Ruta Provincial 43.
- Desde Los Antiguos hacia Perito Moreno después de la intersección de la Ruta Nacional 40 por la Ruta Provincial 43.

Pico Truncado cuenta con un pasado que transcurre desde el período Jurásico, los pueblos originarios, la historia de los pioneros que se radicaron en la zona por influencia del proyecto Ferrocarril Patagónico y la industria petrolera que ha generado un rápido crecimiento de la zona.
También cuenta con un Parque Eólico que utiliza la energía del viento y una Planta Experimental de Hidrógeno por la cual la ciudad fue declarada Capital Nacional del Hidrógeno.
Culturalmente cuenta con varios eventos de interés como el Festival Nacional Austral del Folklore o el Festival Nacional Juvenil de Teatro.
Deportivamente se aprovecha la energía del viento para utilizar los kittebuggy, un buggy impulsado por un kitte, o barrilete. En el mes de septiembre se realiza la Travesía del Viento que recorre el Bosque Petrificado de Jaramillo.

## Toponimia
Debe su nombre a un cerro ubicado a 18 km por la Ruta Provincial N.º 12, con sentido hacia el suroeste, en dirección hacia la localidad de Gobernador Gregores. El mismo es un "cerro cónico de cúspide basáltica".

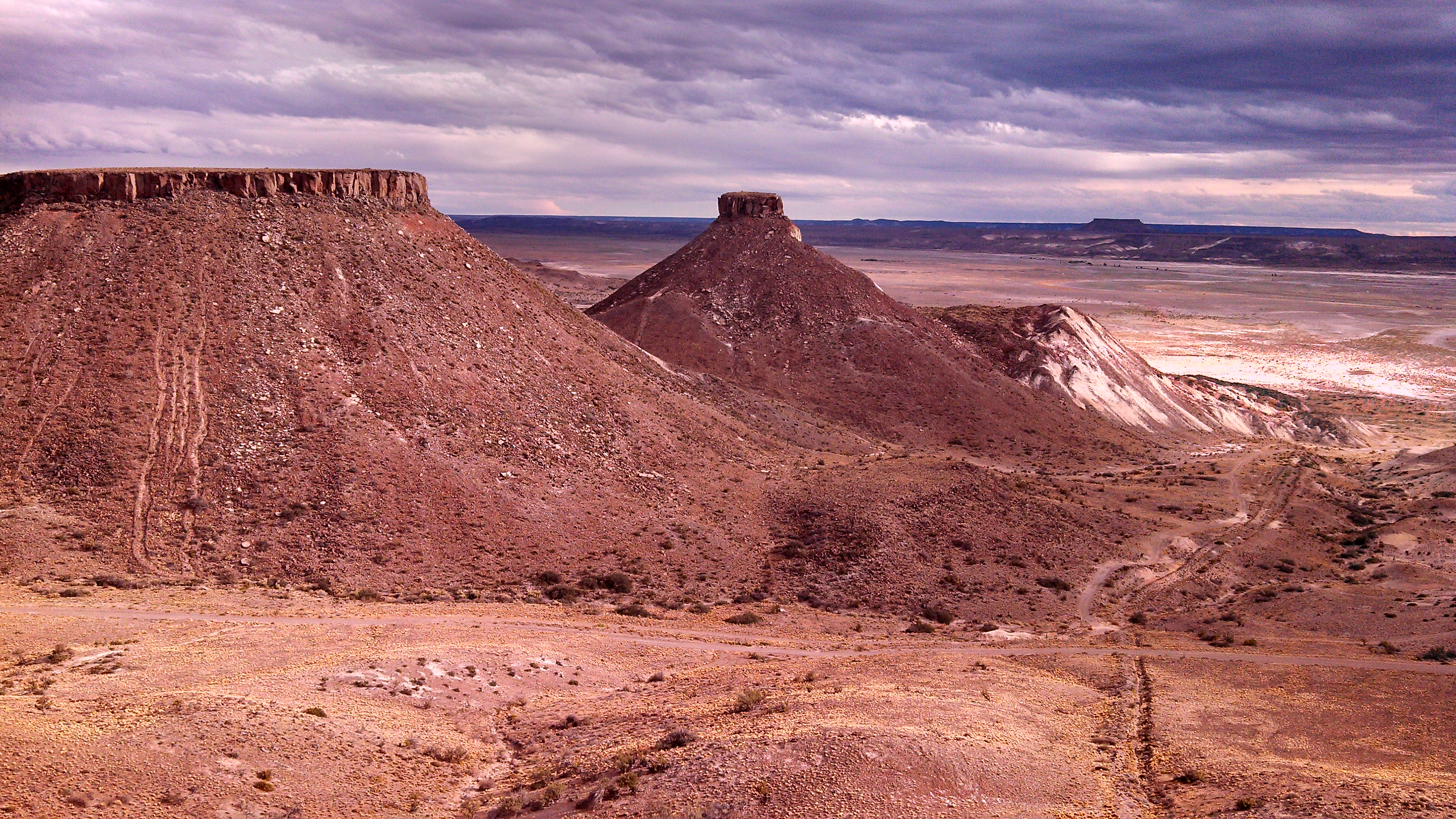
Cerro Pico Truncado

Este sitio posee rocas que exhiben fondo marino, el cual data de hace millones de años. El mismo puede visitarse de octubre a abril.
En cuanto al nombre original se mantuvo estable. Sin embargo, en el uso común se pasó a omitir el primer nombre en favor de la segunda sección del nombre. Algunos itinerarios señalan abreviada a la estación como P. Truncado. Esta tendencia se acentuó y alcanzó a la localidad, siendo usual actualmente dirigirse a Pico Truncado como Truncado de modo simple.

## Historia

### Pueblos originarios

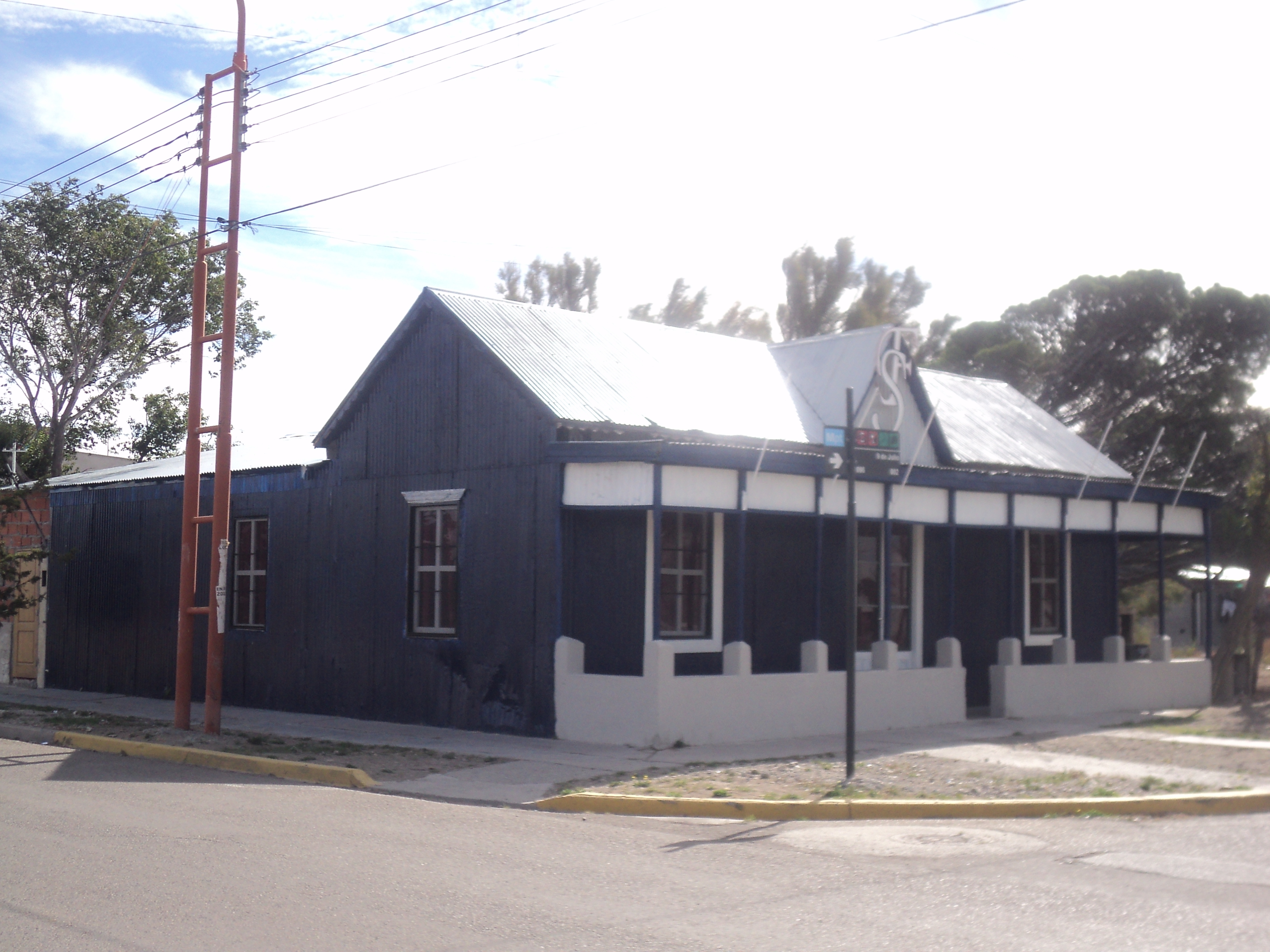
Vivienda antigua en el centro, sobre calle 9 de Julio

Mencionar la historia de la zona que hoy ocupa Pico Truncado, significa remontarse a unos 13 000 años atrás. Piezas líticas halladas en los estratos de las distintas cuevas exploradas, han posibilitado determinar que los habitantes más antiguos de la región estuvieron aquí hace 12.960 años, dejando aún hoy, muestras de su cultura, expresiones rupestres y la certeza de que este lugar era hace unos 13 000 años un lugar con abundante agua y pastizales que determinaron el acercamiento de una gran cantidad y variedad de especies de la época.
En la zona existen pruebas de que hace 13 000 años, comunidades mapuches y tehuelches vivían de la tierra. Subsistían de la caza de guanacos y choiques, de la pesca y recolecta de frutos, soportando fuertes vientos e inviernos muy fríos. Dejaron pinturas rupestres en diversos lugares. Recorrían extensas distancias para buscar buenas zonas de caza.
Con la colonización europea, ingresaron a la nación argentina, y los intereses económicos y geopolíticos de la nueva nación incorporaron este territorio al mercado agro-ganadero. Al iniciarse la "Campaña del Desierto" fueron obligados a vivir en lugares poco favorables. Tehuelches y mapuches se fusionaron absorbiendo mutuamente aspectos culturales.

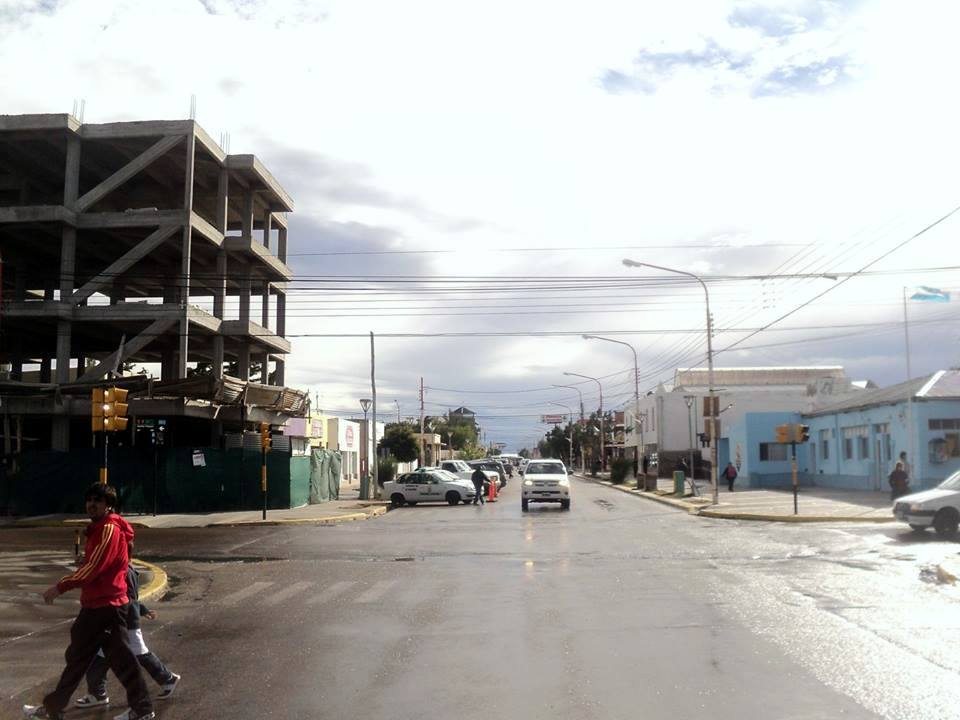
Edificación de 4 pisos en el centro de la ciudad

### Ferrocarril Patagónico

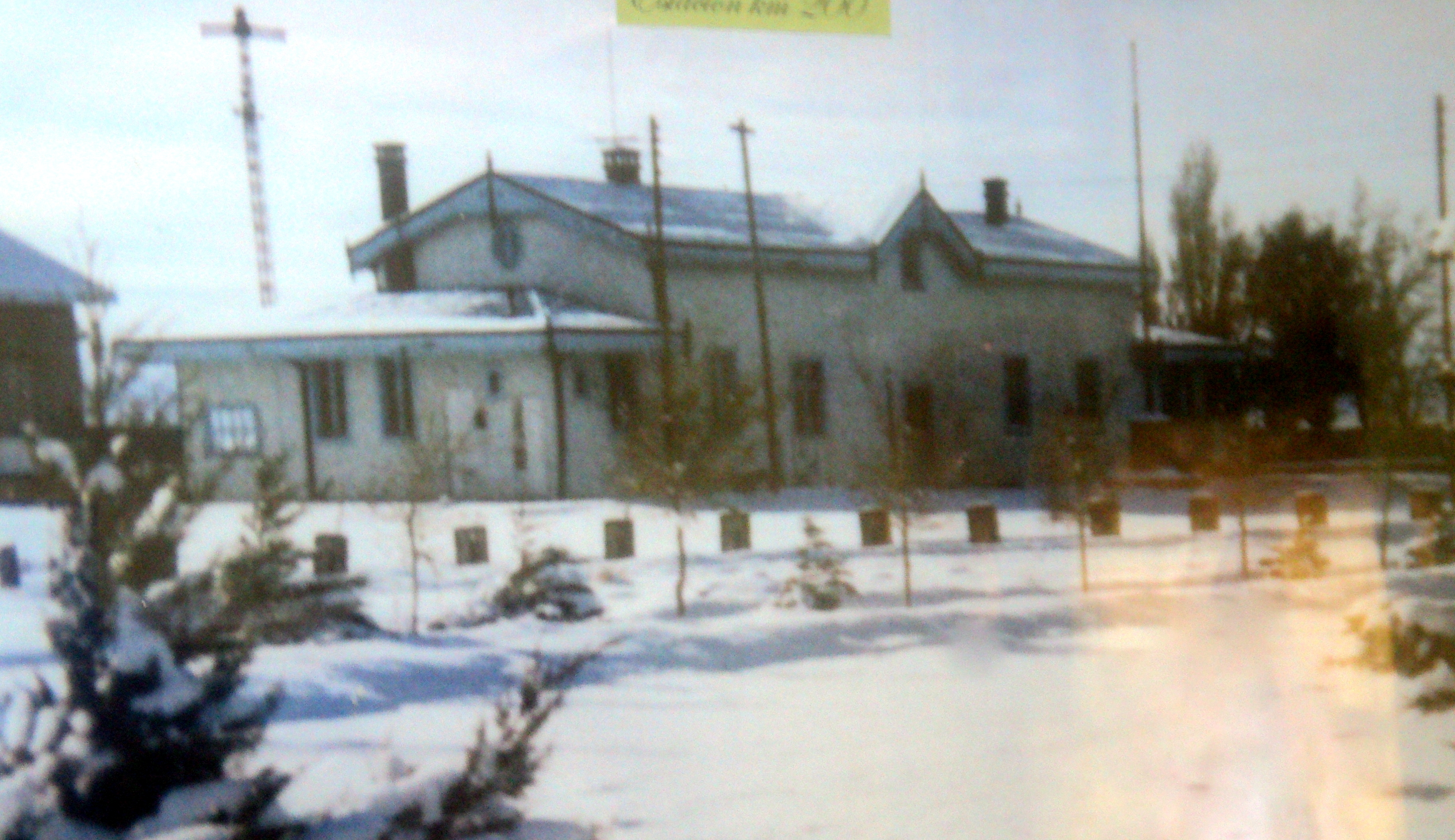
La antigua estación Pico Truncado en los años 60. Hoy se encuentra abandonada.

En 1908 el presidente Figueroa Alcorta, por medio de la Ley N.º 5.559, sanciona la construcción del Ferrocarril Patagónico. Se define estudiar, construir y explotar los ferrocarriles:

"... Desde Puerto Deseado hasta empalmar con línea anterior que va al lago Nahuel Huapi, pasando por Colonia San Martín, con un ramal a Comodoro Rivadavia, pasando por la Colonia Sarmiento, otro ramal al Lago Buenos Aires y otro a la Colonia 16 de Octubre ...".

Formaba parte de un proyecto ambicioso que pretendía crear un ferrocarril que atravesara la Patagonia Argentina con dirección al noroeste para luego unirse con la línea que unía San Antonio Oeste con Bariloche.
Un objetivo paralelo era fomentar el asentamiento de poblaciones en la Patagonia, en este caso en Santa Cruz.
Los primeros trabajos vinculados con las mediciones para la traza fueron hechos entre los años 1908 y 1910, comenzando la construcción en Puerto Deseado en mayo de 1909, obras a cargo del Ingeniero Juan Briano. A fines de 1911 comenzó la circulación de trenes hasta la primera punta de rieles que fue Pico Truncado.
Las primeras cifras de 1911 arrojaron 1.235 pasajeros y 1950 toneladas de carga. En 1912 funcionó la línea con servicio público condicional hasta el km 202, llegando a transportar 2.370 pasajeros y 4.208 toneladas de carga.
A lo largo de su tendido, se crearon 14 estaciones, casi todas ubicadas cada 20 km, a las que se les dio nombre mediante un decreto firmado el 7 de octubre de 1914.
La construcción de este proyecto logró cumplir uno de sus objetivos, el de fomentar los asentamientos en la Patagonia, permitiendo el surgimiento de muchas localidades en la zona norte de Santa Cruz.
El 25 de noviembre de 1911 figura como la fecha de llegada de los rieles al "Km 200", nombre con el que se conocería a Pico Truncado durante mucho tiempo, dado que esa es la distancia que separa a nuestra estación de la cabecera ubicada en Puerto Deseado. La inauguración oficial se realizó el 31 de diciembre de 1913, cuando se inicia la explotación de la línea férrea.
En 1915, al decrecer la importancia de Caleta Olivia, la población se convierte en centro de atracción, estableciéndose familias de comerciantes y estancieros, trabajadores agropecuarios y del ferrocarril, llegando a tal punto su crecimiento, que en 1917 las oficinas públicas de Caleta Olivia son trasladadas a Pico Truncado. En esos tiempos ya eran 200 habitantes y a medida que su desarrollo se acentuaba en 1918 se decide efectuar el primer trazado oficial de la ciudad.
Hasta mediados del siglo XX, la época del descubrimiento del petróleo en la zona de Cañadón Seco, era una pequeña población, con no más de quinientos habitantes que vivían de la ganadería ovina y vacuna y de la comercialización de sus productos a través del ferrocarril.
Pico Truncado se oficializó como población mediante un documento de fundación, el decreto del 11 de julio de 1921 firmado por el entonces presidente de la nación Hipólito Yrigoyen.
En la zona de influencia del ferrocarril comenzaron a asentarse los primeros comercios y habitantes. Truncado era un pueblito muy chico, con no más de quinientos habitantes, que vivían de la ganadería, y del comercio a través del ferrocarril.
El 14 de enero de 1978, el ramal del Ferrocarril Patagónico, fue clausurado y cerrado definitivamente el 1 de enero de 1979.
A pesar del intento del Estado de hacerlo desaparecer para siempre, este medio de transporte contribuyó al desarrollo de localidades en torno al ferrocarril, consolidó la acción portuaria de Puerto Deseado e hizo surgir a Pico Truncado, aseguró el crecimiento de Las Heras y tres pueblos: Fitz Roy, Jaramillo y Koluel Kaike.

### De comisión de fomento a municipio
En 1949, se creó la Comisión de Fomento y en 1963, cuando Pico Truncado contaba con alrededor de 3000 habitantes, se transformó en Municipio. El 26 de agosto de 1964, asume el primer intendente electo Don Leandro Pessolano. La población crece de 6.000 habitantes en 1968 a 8.000 en 1974.

### Santos Arroyabe
La tradición cuenta que el primero en asentarse dentro de lo que es hoy Pico Truncado, fue un comerciante llamado Santos Arroyabe, quien poseía una tienda de zapatería en Puerto Deseado, siendo uno de los pobladores más antiguos de esa localidad.
Se dice que un interés comercial lo llevó a instalarse hacia principios de la segunda década del siglo XX, ubicándose dentro del actual ejido urbano, frente a lo que más tarde fue la Estación del Ferrocarril. También se testimonia que llegó con dos carretas, algo de mercadería y algunas lonas para acampar.

### Primeras edificaciones
Según documentaciones oficiales, en Pico Truncado solo existía la Escuela N.º 8 por donde pasaron varias generaciones de estudiantes. También había un médico (muy raro en esas épocas), hecho que provocó que se acercaran otros pobladores de otras zonas para tratarse. Hasta entonces no había posibilidad de contar con un hospital, pero antiguos pobladores aseguran que las internaciones se realizaban en los hoteles del lugar. De esas primeras edificaciones, aún se mantienen en pie algunas como el Hotel Argentino, que se conserva tal cual era en esas épocas, al uso de la época y la zona construido totalmente en chapa. También se conservan los Hoteles La Paz y El Cóndor que actualmente están modernizados.
Estas edificaciones eran las más importantes de la época, allí se concentraban los pasajeros del ferrocarril y por supuesto también de iglesia. En ellos se realizaban casamientos, bautismos, bailes para las fiestas y hasta eran utilizados por las funerarias. En el Hotel Argentino también funcionó un cine sonoro, sin dudas uno de los primeros de la Patagonia argentina.
En 1945 con la creación de la Gobernación Militar de Comodoro Rivadavia, la localidad, y la zona, tomaron mayor importancia, tanto en lo social como en lo económico y político —es en este campo donde se creó el departamento Deseado, que tuvo a Caleta Olivia como cabecera—.

### Petróleo y Gas
A partir de 1946 las exploraciones en busca de petróleo se intensifican y la explotación da inicio en la zona norte de Santa Cruz. En 1950, con la llegada de Sismográfica 22 de la empresa estatal YPF, comienza el gran cambio, la producción petrolera y produciendo el crecimiento de la ciudad, generando la instalación de un gran yacimiento y toda la infraestructura de viviendas que esto requiere.
El descubriendo de gas en cercanías de la ciudad se produce accidentalmente por un habitante de Pico Truncado, Don Manuel Caamaño, mientras excavaba un pozo para agua.
En la década de los años '60, la importancia de la instalación de la Planta de Gas del Estado hace que se conozca la localidad con el nombre de "Pico Truncado, Capital del Gas".
El Gasoducto Pico Truncado-Buenos Aires fue habilitado el 5 de marzo de 1965, también la planta de tratamiento de fluidos, esto aporta una nueva cuota de crecimiento a la ciudad.

### Nuevas tecnologías
Pico Truncado es una de las ciudades del mundo con mayor velocidad media anual y persistencia del viento; esto la posiciona estratégicamente como base para el desarrollo de la industria de energías renovables. Una de ellas es el Hidrógeno, considerado como el combustible del futuro.
La Planta Experimental de Hidrógeno, única en su tipo en América Latina, tiene como objetivo la producción, investigación, desarrollo, divulgación y capacitación sobre los usos del Hidrógeno como combustible.
En 2004, el proyecto recibió el apoyo científico de Naciones Unidas. En 2005 se inaugura. En 2007 el Congreso Nacional sancionó la Ley N.º 26.123 de Promoción del Hidrógeno. En 2014, el Senado y la Cámara de Diputados sancionaron la ley que declara a Pico Truncado como "Capital Nacional del Hidrógeno".
Un logro importante de este proyecto fue el haber colocado en la Base Esperanza (Antártida Argentina) el primer módulo de energía limpia, el cual consiste en un electrolizador, un aerogenerador, un grupo electrógeno y una cocina, transformados para funcionar con Hidrógeno. A partir de esto, la Argentina se convirtió en el primer país del mundo en usar energías renovables en el continente antártico.
La planta funciona utilizando la electricidad generada por el Parque Eólico "Jorge Romanutti", inaugurado en 1995.
La energía eólica se obtiene aprovechando la energía cinética de masas de aire en movimiento. El parque cuenta con cuatro aerogeneradores del tipo E-44 con una potencia de 2,4 MW. El viento promedio anual es de 10,3 m/s, siendo uno de los parques del país con más promedio registrado.
El sistema no requiere, virtualmente, de mantenimiento, la inversión lo hace económicamente rentable y se produce energía libre de polución.

### Industria

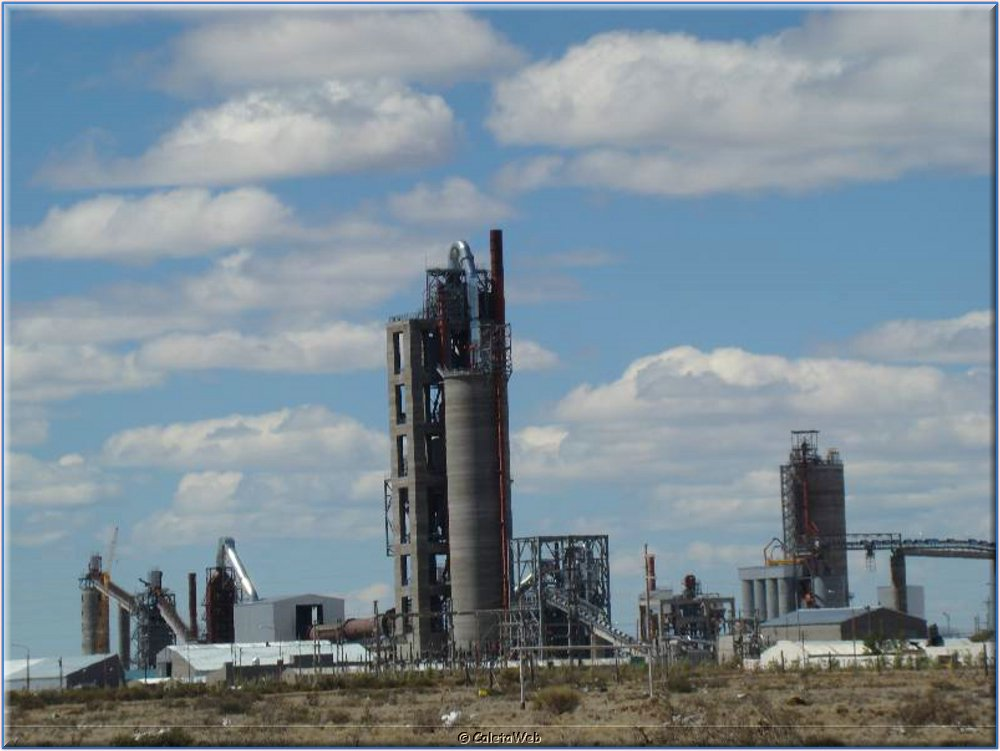
Cementera PCR de Pico Truncado

El 4 de mayo de 2005, en un acto presidido por Néstor Kirchner, y con la presencia del gobernador de Santa Cruz, Sergio Acevedo, se firmó en el Salón Sur de la Casa Rosada el acta de inicio de los trabajos de construcción de la Cementera de Pico Truncado, cuyo presupuesto oficial era de 55 millones de dólares. El Estado santacruceño, mediante la constitución de un fideicomiso, financiaba hasta el setenta por ciento de la obra con dinero proveniente de los fondos depositados en el exterior, y el treinta por ciento restante sería aportado por la empresa.
A partir de la apertura de la fábrica de Truncado el esquema de producción de Petroquímica cambio radicalmente. La molienda básica pasó a Pico Truncado y atacando los picos de demanda se utilizó desde entonces la planta de Comodoro Rivadavia. Para este proceso utiliza cerca de 80 camiones diarios desde Pico Truncado hacia Comodoro Rivadavia y desde la cantera de truncado hasta la Planta Cementera se utilizarán cerca de 25 camiones diarios.

### Memoria activa
La Estación de Ferrocarril Patagónico se incendió el 1 de diciembre de 1996 por negligencia, el mal estado de los cables eléctricos provocó que se inicie el fuego que convirtió en cenizas un edificio histórico que marcó el inicio de la ciudad.
Su destrucción es recordada como uno de los momentos más tristes en la historia de Truncado. Esto se debe a que en su alrededor se fueron aglutinándose paulatinamente desde inicios del siglo XX los diversos asentamientos que con posterioridad forjaron el crecimiento de esta próspera ciudad; además que el movimiento ferroviario reunía a todo el pueblo en las inmediaciones de la estación.
Posteriormente las restantes instalaciones ferroviarias fueron tomadas por un grupo de habitantes llamado Memoria Activa que se compuso de vecinos y extrabajadores ferroviarios, para que no fueran completamente abandonadas y destruidas.
En 2008 se anunció la reapertura de la línea y fue nombrada como un punto clave junto con Deseado. Sin embargo en octubre de 2015 la estación no fue reconstruida como se pensó pese a reiniciarse las obras del ferrocarril anunciadas ese mismo año. Pese a ello, no se adquirieron formaciones ferroviarias para el servicio.
En 2016 los trabajos de refacción permitieron que una zorra comience a circular entre Truncado y Las Heras.

## Turismo
En la localidad se encuentran patrimonios naturales de relevancia, como el Cerro Pico Truncado, el Valle del Río Deseado y Sierras Blancas, entre otros, que cuentan con una importante belleza paisajística, de vital relevancia para generar un interés turístico para los visitantes que circulan por la zona. Estos lugares, en conjunto con otros como Piedra Museo, el Bosque Petrificado y las Estancias, que cuentan con importantes patrimonios arqueológicos, propician la generación de un circuito turístico integrador entre las localidades de zona norte.

### Circuito turístico Ruta MARA
Es posible trazar una relación con los patrimonios arqueológicos y paleontológicos cercanos, como la Cueva de las Manos, Estancia Los Toldos, Estancia La Huella, Piedra Museo y Bosque Petrificado, entre otros.
El eje central tiene como relación la evolución de la tierra a través de millones de años materializada en fondos marinos, geoformas rocosas y fósiles naturales. También la evolución del hombre a través de pinturas rupestres, picaderos de flechas y chenques.
El Circuito Turístico MARA es un Museo a Cielo Abierto aplicado a los patrimonios arqueológicos y paleontológicos de esta zona aplicado a los patrimonios culturales y naturales.

### Patrimonio histórico cultural
Truncado se caracteriza por preservar monumentos naturales e históricos.
Uno de los más importantes estructuras que identificaban a la ciudad, la Estación Pico Truncado fue destruida por un incendio el 1 de diciembre de 1996.
Otra estructura histórica, con más de 100 años, el Galpón de Carga, fue abatida por fuertes vientos el día 28 de febrero de 2017
El Ferrocarril fue el principal motor de desarrollo y crecimiento de nuestra ciudad, es por ello que el predio donde funcionaba y todas sus estructuras forman parte de la historia y la identidad. También forman parte del patrimonio histórico y cultural, es necesario cuidarlo, preservarlo y conservarlo para la comunidad presente y futura, y así no olvidar ni perder los orígenes como ciudad.
Entre las estructuras que aún se conservan, las cuales cuentan con más de 100 años, se encuentran:
- Casilla de camineros: edificio construido a mano con piedras trabajadas por picapedreros yugoslavos. Era utilizada por el personal del Ferrocarril, hoy funciona el Museo de la ciudad.
- Tanque de agua: edificio de infraestructura para carga de agua para locomotoras del ramal. Construido a mano con piedras trabajadas por picapedreros yugoslavos.
- Mesa Giratoria: data del año 1870, su marca es Lancaster y su origen es británico. Era utilizada para cambiar el sentido de las locomotoras.

### Museo
Fue establecido en la exvivienda de los peones luego de que la estación fuera incendiada en 1996, un grupo de habitantes llamado Memoria Activa que se compuso de vecinos y extrabajadores ferroviarios se reunieron para que dicho edificio no fuera completamente abandonado y destruido.

### Circuito educativo científico

#### Planta de fibras especiales
Emprendimiento único en Argentina, dedicado al procesamiento de fibras especiales típicas del suelo: vicuña, guanaco y llama. Se encuentra en un edificio que perteneció a YPF, el cual fue remodelado para tal fin. Ha sido construida como sociedad mixta entre el municipio local y la firma Guenguel.

#### Planta experimental de hidrógeno
Única de su tipo en América Latina, tiene como objetivo la producción, investigación, desarrollo, divulgación y capacitación sobre los usos del hidrógeno como combustible. Un logro importante de este proyecto fue el haber colocado en la Base Esperanza (Antártida Argentina) el primer módulo de energía limpia, el cual consiste en un electrolizador, un aerogenerador, un grupo electrógeno y una cocina, transformados para funcionar con hidrógeno. A partir de esto, la Argentina se convirtió en el primer país del mundo en usar energías renovables en el continente antártico.

#### Parque eólico "Jorge Romanutti"

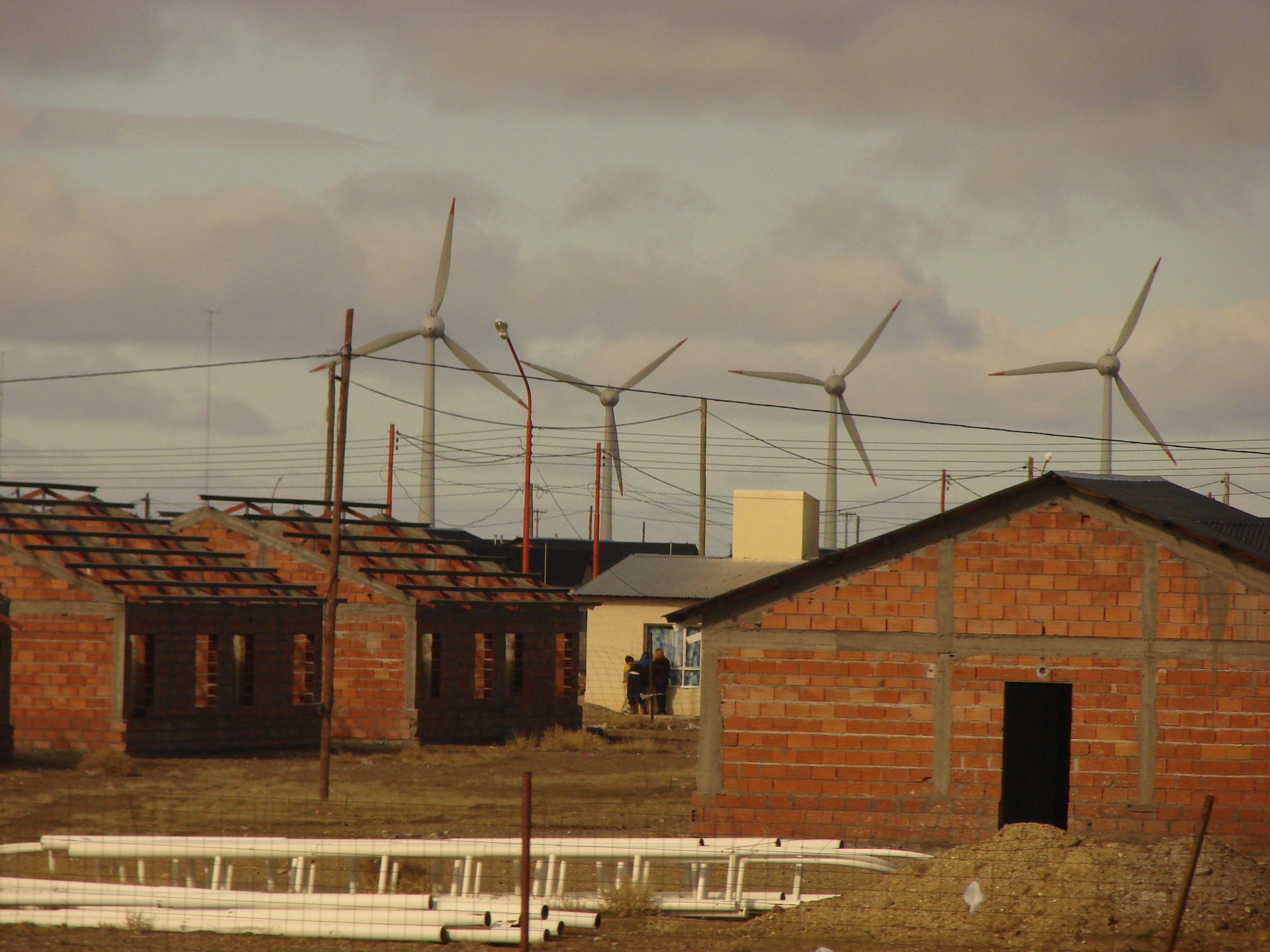
El parque desde un barrio truncadense.

Los gigantes molinos obtienen energía aprovechando la energía cinética de masas de aire en movimiento. El parque cuenta con cuatro aerogeneradores del tipo E-44 con una potencia de 2,4 MW. El viento promedio anual es de 10,3 m/s, siendo uno de los parques del país con más promedio registrado. El sistema no requiere, virtualmente, de mantenimiento, la inversión lo hace económicamente rentable y se produce energía libre de polución.

#### Museo

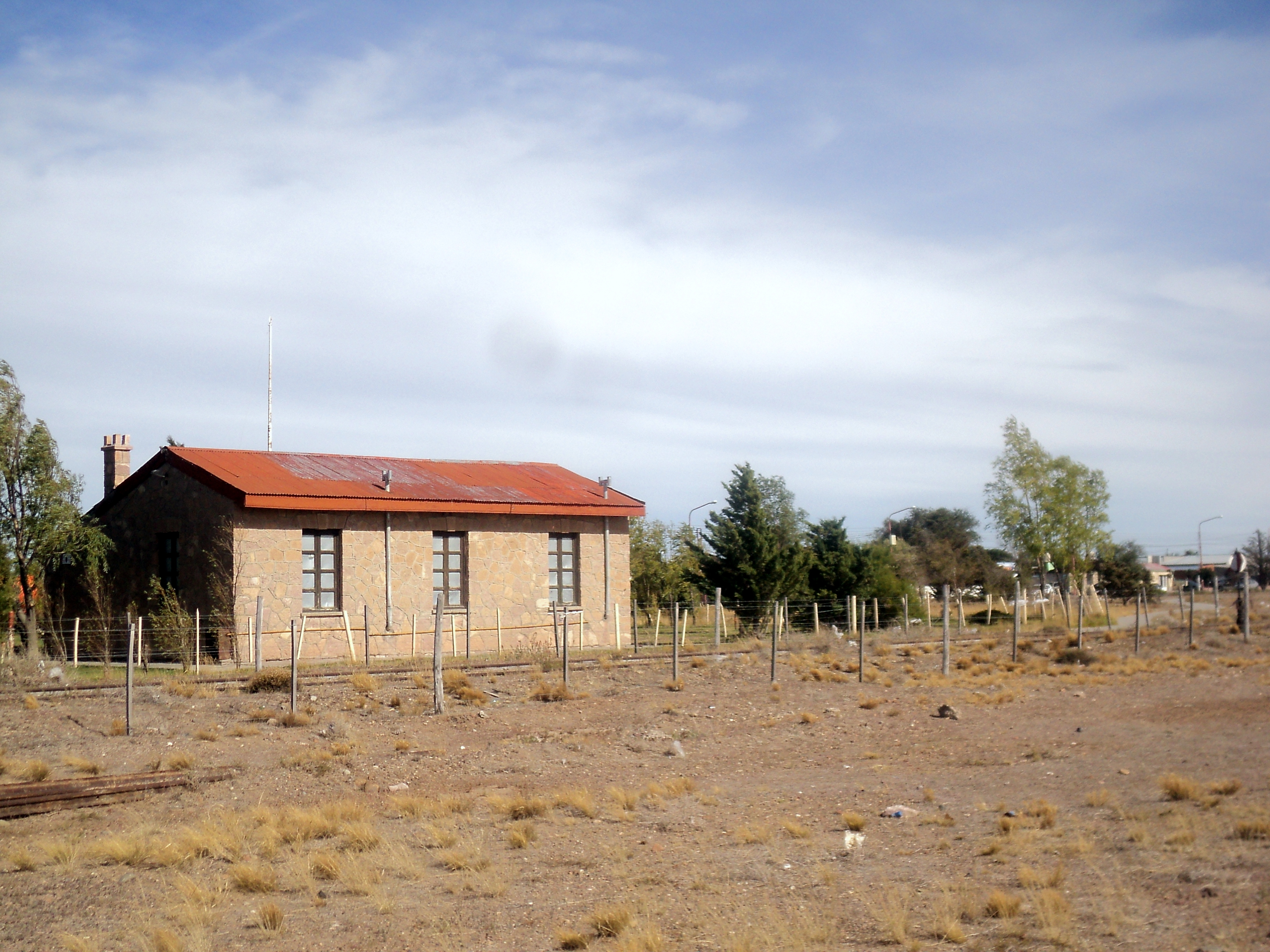
Antigua vivienda de las cuadrillas ferroviarias hoy museo de Truncado.

Histórico edificio de piedra, construido por la empresa ferroviaria a fines del siglo XIX, cumplía la función de Casilla de Caminero. Desde el 26 de febrero de 1918 hasta el 12 de enero de 1950 funcionó como edificio de la primera Escuela Nacional N.º 8 del Territorio de Santa Cruz. Desde 1991 funciona como Museo Histórico y Regional con el objetivo de conservar el patrimonio cultural de la localidad en todas sus expresiones.

#### Planta de clinker y cemento PCR
Proyecto impulsado y anhelado por varias generaciones. Es dirigida por Petroquímica Comodoro Rivadavia. Su sistema de gestión de calidad, su nivel de ingeniería en los procesos y su alto grado de industrialización la posiciona como un punto de interés educativo.

#### Circuito histórico
Recorrido por edificaciones históricas pertenecientes a pobladores o instituciones de nuestra ciudad. Permite vislumbrar los distintos estilos arquitectónicos que han sido utilizados en las construcciones.

#### Bridasaurio
Es la representación de un reptil extinguido de 17 metros de largo, 3 metros de ancho y 4 metros de altura. El artista Carlos Ragazzoni recibió la encomendación de la empresa Bridas Sapicen en 1997. Combinó desechos metálicos de chatarra, tambores, trépanos, cadenas, bridas y válvulas para darle forma a su creación. Esta escultura, y cielos de atardeceres asombrosos, reciben a los trabajadores que regresan desde las zonas petroleras, como también a los que vienen desde la ciudad de Las Heras. Se encuentra en el sector oeste, en el cruce de la RP N.º 43 y la circunvalación.

### Eventos culturales

#### Festival Nacional Austral de Folklore
Convergen delegaciones de la región patagónica compitiendo en varios rubros por el "Pingüino de Oro". También se suman artistas de renombre nacional e internacional. Paralelamente, el público puede visitar el salón cultural con exposición de productos artesanales.

#### Festival Nacional Juvenil de teatro
Pensado para los jóvenes, este festival se originó en septiembre de 1988, con la idea de generar un espacio a la juventud de los colegios secundarios. Mediante gestiones de autoridades del momento, como Fructuoso Rivera (Intendente Municipal), Héctor Raúl Osses (Director de Cultura) y el entonces Diputado Provincial Sergio Acevedo se promovió, desde la Cámara de Diputados, la declaración de Interés Provincial. Mediante la Ley N.º 25.451, promulgada el 30 de julio de 2001 pasó a denominarse Festival Nacional Juvenil de Teatro, con lo que se concretó el objetivo de promover un festival de mayor envergadura. Este tipo de eventos busca potenciar el arte teatral de la región y fortalecer la tarea educativa trabajando con diversos establecimientos.

#### Feria del libro
Evento organizado desde 1998. Año a año, jardines, escuelas, músicos, poetas, escritores, expositores y variadas actuaciones tuvieron su espacio. Así se dio nacimiento a un lugar de expresión cultural popular. Una fiesta que pretende acercar los libros a todos.

#### Travesía del viento
Encuentro de apasionados de los deportes eólicos, descubrieron en el viento el impulso necesario para movilizarse a través de la Patagonia. Desde 2014 reúne a personas de varios puntos de la Argentina para recorrer 106 km a través del parque nacional Bosque Petrificado de Jaramillo. Durante los días previos realizan demostraciones, charlas, talleres de barriletes y todo lo que permita descubrir los secretos del viento.

#### Aniversario
La fundación de Pico Truncado se realizó oficialmente el 11 de julio de 1921 a través de un Decreto Nacional. Cada año reúne a la comunidad para brindar y festejar este hecho. En esta fecha se realizan varias actividades, entre ellas, la Feria de Artesanos de la Patagonia.

## Demografía
Para el 2010 cuenta con 20,889 habitantes (Indec, 2010), contaba con 14,985 habitantes (Indec, 2001), de los cuales el 49,7% son mujeres y el 50,3% son hombres, lo que representa un incremento del 17,5% frente a los 12,757 habitantes (Indec, 1991) del censo anterior. Por su población Pico Truncado es la tercera ciudad de la provincia de Santa Cruz, detrás de las ciudades de Río Gallegos y Caleta Olivia. 
En el censo 2022 la población mantuvo su ritmo de crecimiento al alcanzar 25171 habitantes. Además, se registraron 10239 viviendas.Este último censo mantuvo a Truncado como tercera, aunque muy cerca de Las Heras y El Calafate a las cuales superó por pocos habitantes.
| Años      | 1921 | 1947 | 1960  | 1970  | 1980  | 1991   | 2001   | 2010   | 2022   |
| --------- | ---- | ---- | ----- | ----- | ----- | ------ | ------ | ------ | ------ |
| Población |      | 326  | 1 527 | 6 021 | 9 626 | 12 757 | 14 985 | 20 889 | 25 171 |

| Evolución de la población desde 1947 y proyección de la población para el año 2020.      |
|                                                                                          |
| Fuente INDEC - Elaboración gráfica por Wikipedia - Pico Truncado, Santa Cruz, Argentina. |

## Educación

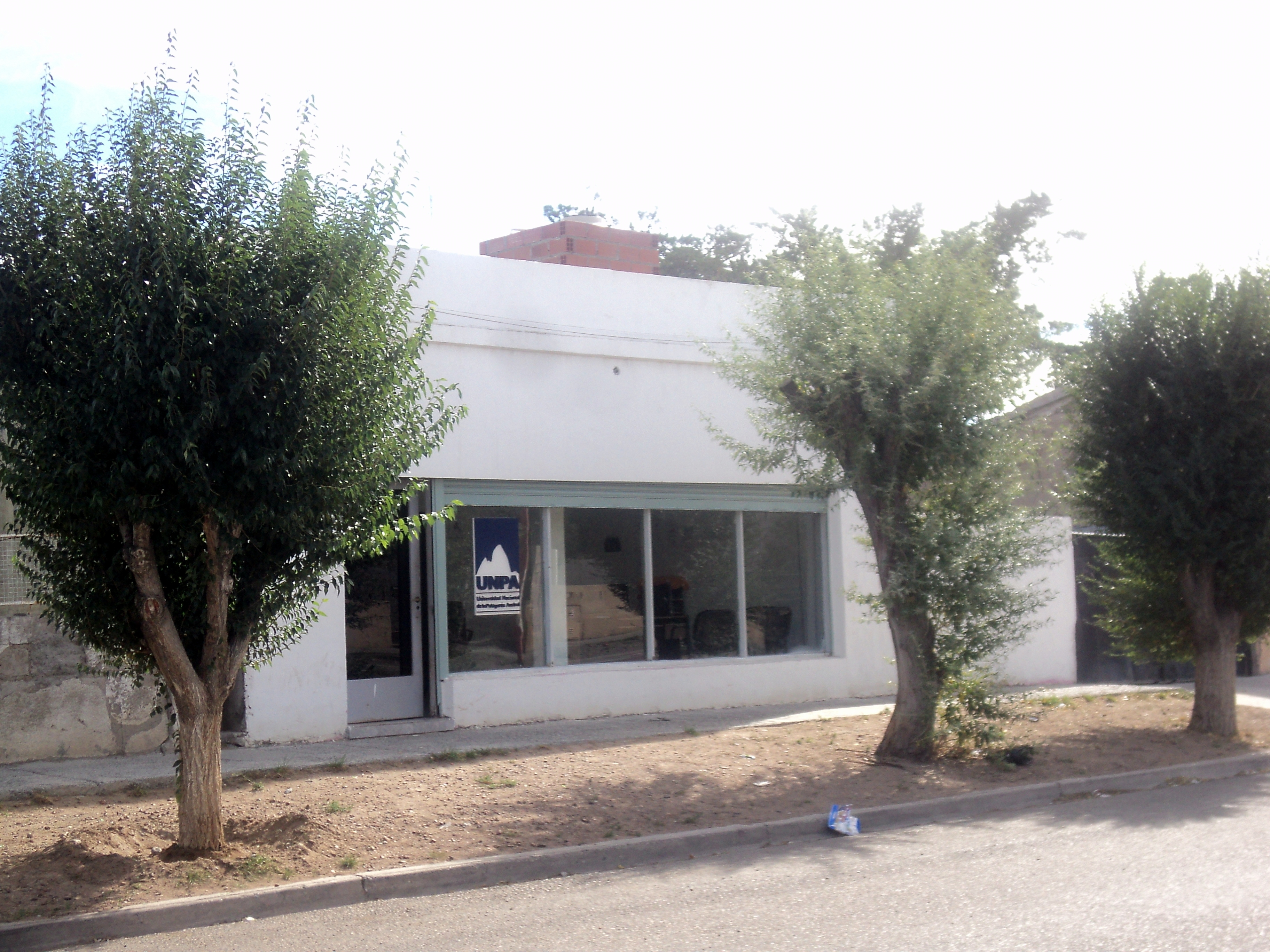
Delegación de la UNPA en Truncado.

Truncado posee un sistema educacional mediano, es la tercera localidad con más establecimientos (19). La más destacada es el colegio Juan XXIII. Además, posee centros de enseñanza de idioma inglés, como el instituto English Together Institute o el conocido Big Ben. 
| Rama          | Cant. de instituciones |
| ------------- | ---------------------- |
| Inicial       | 5                      |
| Primaria      | 7                      |
| Secundaria    | 5                      |
| Sec. Técnica  | 1                      |
| Especial      | 2                      |
| Adultos       | 2                      |
| Terciaria     | -                      |
| Universitaria | 1                      |
| Total         | 20                     |

## Salud
En el año 1998 se inaugura el Hospital Distrital ubicado en la esquina de Sarmiento y Rivadavia, uno de los más grande de Santa Cruz.
Con la solución de hacer llegar la salud pública a los barrios más alejados, se crearon CIC (Centro Integrador Comunitario) en toda la Provincia de Santa Cruz, una forma más económica de llegar a la gente.[cita requerida]
En la ciudad se divisan los siguientes centros de salud: Hospital Distrital, CIC Perón, CIC 400 Viviendas, CIC Huemul, CIC Mosconi.

## Deportes
Desde hace más de 30 años el básquet es uno de los deportes más practicados. Prueba de ello fue La Garra Celeste. Este era el apodo del equipo de básquet que militó el torneo B nacional. Luego de varios años y transiciones se reconvirtió en el Club Escuela de Básquet de Pico Truncado, La Escuelita. La ciudad posee dos equipos afiliados al Consejo Federal llamados Defensores de Truncado y 13 de Diciembre, que milita en la Liga de Fútbol Norte de Santa Cruz en la Sede Caleta Olivia. También posee la Liga de Barrios en donde compiten equipos formados por ciudadanos locales.
Una característica natural predominante en la localidad es el viento, este recurso es utilizado para la realización deportes con kitebuggy.

## Medios de comunicación
| Frecuencia     | Nombre                           | Propietario                | Observaciones |
| -------------- | -------------------------------- | -------------------------- | ------------- |
| 88.1 MHz       | Ciudad                           | Gian Franco Casarin        |               |
| 88.7 MHz       | Mitre (Capital Federal)          |                            |               |
| 90.1 MHz       | Maria (córdoba)                  |                            |               |
| 90.9 MHz       | LRF 829                          |                            |               |
| 92.9 MHz       | LU14 Provincia (Río Gallegos)    |                            |               |
| 93.1 MHz       | Ciclos                           | Cristian Tilleria          |               |
| 93.7 MHz       | Emanuel                          |                            |               |
| 94.1 MHz       | Kaiqueño                         |                            |               |
| 95.3 MHz       | Radio del Sol                    | Boris Hernández            |               |
| 95.7 MHz       | LRF750                           |                            |               |
| 96.3 MHz       | Esperanza                        |                            |               |
| 97.1 MHz       | Metodista Pentecostal            |                            |               |
| 97.5 MHz       | Municipal "Hielos Continentales" |                            |               |
| 98.1 MHz       | La Radio                         |                            |               |
| 98.5 MHz       | Radio HDMAS                      | Pablo Vivar                |               |
| 99.1 MHz       | Nueva Generación                 |                            |               |
| 100.1 MHz      | Radio Sur                        | Luis Albarracin            |               |
| 100.5 MHz      | Patagonia (radio en línea)       | Sebastián Beltrán          |               |
| 101.9 MHz      | LRF375 Libertad                  | Juan Estigarribia          |               |
| RADIO UNO      | www.unolaradio.com               |                            |               |
| 103.5 MHz      | Renacer                          |                            |               |
| 105.5 MHz      | LRF830 Hot                       | Guillermo Olarte Rodríguez |               |
| 106.5 MHz      | Urbana                           |                            |               |
| Radio en línea | La Impronta FM                   |                            |               |

### Diarios locales
- La Ventola
- www.truncadonoticias.com
- Centenario Sur www.centenariosur.com
- El Sur Hoy
- Imagen y Noticias
- Libertad Noticias

### Televisión
- Canal 5
- Canal Activo

## Religión

### Católica
- Sinagoga

## Clima
| Parámetros climáticos promedio de Pico Truncado, SC | Parámetros climáticos promedio de Pico Truncado, SC | Parámetros climáticos promedio de Pico Truncado, SC | Parámetros climáticos promedio de Pico Truncado, SC | Parámetros climáticos promedio de Pico Truncado, SC | Parámetros climáticos promedio de Pico Truncado, SC | Parámetros climáticos promedio de Pico Truncado, SC | Parámetros climáticos promedio de Pico Truncado, SC | Parámetros climáticos promedio de Pico Truncado, SC | Parámetros climáticos promedio de Pico Truncado, SC | Parámetros climáticos promedio de Pico Truncado, SC | Parámetros climáticos promedio de Pico Truncado, SC | Parámetros climáticos promedio de Pico Truncado, SC | Parámetros climáticos promedio de Pico Truncado, SC |
| Mes                                                 | Ene.                                                | Feb.                                                | Mar.                                                | Abr.                                                | May.                                                | Jun.                                                | Jul.                                                | Ago.                                                | Sep.                                                | Oct.                                                | Nov.                                                | Dic.                                                | Anual                                               |
| --------------------------------------------------- | --------------------------------------------------- | --------------------------------------------------- | --------------------------------------------------- | --------------------------------------------------- | --------------------------------------------------- | --------------------------------------------------- | --------------------------------------------------- | --------------------------------------------------- | --------------------------------------------------- | --------------------------------------------------- | --------------------------------------------------- | --------------------------------------------------- | --------------------------------------------------- |
| Temp. media (°C)                                    | 17                                                  | 17                                                  | 14                                                  | 11                                                  | 7                                                   | 4                                                   | 4                                                   | 6                                                   | 8                                                   | 11                                                  | 14                                                  | 16                                                  | 11                                                  |
| Precipitación total (mm)                            | 11                                                  | 13                                                  | 16                                                  | 16                                                  | 20                                                  | 18                                                  | 18                                                  | 16                                                  | 8                                                   | 9                                                   | 9                                                   | 10                                                  | 162                                                 |
| Días de precipitaciones (≥ 1 mm)                    | 4                                                   | 4                                                   | 4                                                   | 5                                                   | 6                                                   | 5                                                   | 5                                                   | 5                                                   | 4                                                   | 4                                                   | 4                                                   | 5                                                   | 55                                                  |
| Horas de sol                                        | 493                                                 | 406                                                 | 400                                                 | 387                                                 | 304                                                 | 276                                                 | 295                                                 | 335                                                 | 369                                                 | 434                                                 | 468                                                 | 508                                                 | 4678                                                |
| Humedad relativa (%)                                | 43                                                  | 44                                                  | 48                                                  | 53                                                  | 62                                                  | 66                                                  | 65                                                  | 60                                                  | 53                                                  | 47                                                  | 43                                                  | 41                                                  | 52                                                  |
| Fuente: Weatherbase - Pico Truncado                 |                                                     |                                                     |                                                     |                                                     |                                                     |                                                     |                                                     |                                                     |                                                     |                                                     |                                                     |                                                     |                                                     |

La ciudad fue golpeada por el temporal que acaeció en la región desde el 26 al 31 de marzo de 2017. En sus calles se produjeron anegamientos por agua y lodos, agrietamientos de calles de tierra, viviendas inundadas y hasta algunos evacuados. Si bien la caída fue violenta en comparación de los registros no se sintió el desastre como en Comodoro Rivadavia. La zona norte de la provincia permaneció aislada durante los días 30 y 31 por anegamientos en la Ruta Nacional N.º 3 y el avance del mar sobre la calzada asfáltica en la zona de La Lobería.